# Chuanjiesaurus anaensis
Chuanjiesaurus anaensis (“lagarto de Chuanjie del pueblo de Ana”)  es la única especie conocida del género extinto Chuanjiesaurus de dinosaurio saurópodo mamenquisáurido, que vivió a mediados del período Jurásico, hace aproximadamente 168 millones de años, en el Calloviense, en lo que es hoy Asia. Sus restos se han encontrado en la Formación Chuanjie cerca de la villa de Chuanjie, condado de Lufeng, provincia de Yunnan en China. Conocido por 20 vértebras articuladas, 9 de ellas del cuello, escápula, húmero, otros huesos de los miembros y fragmentos de costillas de al menos 3 individuos. Era más largo que otros eusaurópodos de la época, llegando a los 25 metros de largo y poseía un cuello muy largo. Inicialmente considerado un cetiosáurido, actualmente se le considera un mamenquisáurido.